# Richard Dawkins: How a Scientist Changed the Way We Think
Richard Dawkins: How a Scientist Changed the Way We Think, en français Richard Dawkins: Comment un scientifique a changé la façon dont nous pensons, est un Festschrift de 25 essais écrit en l'honneur de Richard Dawkins et de ses travaux, à l'occasion du 30e anniversaire de la publication du Gène égoïste. Il est publié en 2006 par Oxford University Press  (ISBN 978-0199291168). Il n'a pas été traduit en français.
Un grand nombre de sujets sont abordés, de la biologie de l'évolution, à la philosophie, en passant par la psychologie. Certains écrivains en désaccord avec Dawkins ont contribué à l'ouvrage. L'ensemble est édité par Alan Grafen et le zoologue Mark Ridley. 

## Contributions
- Biologie
  - Andrew F. Read – Ballooning Parrots and Semi-Lunar Germs
  - Helena Cronin – The Battle of the Sexes Revisited
  - John Krebs – Richard Dawkins: Intellectual Plumber—and More
  - Michael Hassell – What is a Puma?
- The Selfish Gene
  - Marian Stamp Dawkins – Living with The Selfish Gene
  - David Haig (en) – The Gene Meme
  - Alan Grafen – The Intellectual Contribution of The Selfish Gene to Evolutionary Theory
  - Ullica Segerstråle (en) – An Eye on the Core: Dawkins and Sociobiology
- Logique
  - Daniel Dennett – The Selfish Gene as a Philosophical Essay
  - Seth Bullock – The Invention of an Algorithmic Biology
  - David Deutsch – Selfish Genes and Information Flow
  - Steven Pinker – Deep Commonalities between Life and Mind
- Antiphonal voices
  - Michael Ruse – Richard Dawkins and the Problem of Progress
  - Patrick Bateson – The Nest's Tale: Affectionate Disagreements with Richard Dawkins
  - Robert Aunger – What's the Matter with Memes?
- Humains
  - Martin Daly & Margo Wilson – Selfish Genes and Family Relations
  - Randolph M. Nesse – Why a Lot of People with Selfish Genes Are Pretty Nice Except for their Hatred of The Selfish Gene
  - Kim Sterelny – The Perverse Primate
- Controverses
  - Michael Shermer – The Skeptic's Chaplain: Richard Dawkins as a Fountainhead of Skepticism
  - Richard Harries – A Fellow Humanist
  - Anthony Grayling – Dawkins and the Virus of Faith
  - Marek Kohn – To Rise Above
  - David P. Barash – What the Whale Wondered: Evolution, Existentialism, and the Search for "Meaning"
- Writing
  - Matthew Ridley – Richard Dawkins and the Golden Pen
  - Philip Pullman – Every Indication of Inadvertent Solicitude